# The Donut King
The Donut King és un documentari estatunidenc del 2020 que conta la vida de Ted Ngoy, el cèlebre propietari d'origen cambodjà d'una botiga de dònuts a Califòrnia.

## Sinopsi
El 1975, Ted Ngoy va immigrar amb la dona i tres fills als Estats Units d'Amèrica per la Guerra Civil de Cambodja en condició de refugiats sense recursos. El film recorre el somni americà que va viure Ngoy fins a arribar a ser multimilionari una dècada més tard, gràcies a l'imperi de venda de dònuts que va establir a Califòrnia del Sud, contra el qual ni tan sols Dunkin' Donuts podia competir.

## Ideació
El film va ser dirigit per Alice Gu i constitueix el seu primer llargmetratge. Havent crescut a Los Angeles, va estranyar-li que la mainadera dels seus fills esmentés uns bunyols cambodjans, cosa que la va conduir a recercar sobre Ted Ngoy. La història real va fascinar-la. Llavors va contactar el mateix Ngoy i altres famílies cambodjanes que gestionaven botigues de dònuts, i sis setmanes després va encetar el rodatge de The Donut King.

## Producció
Ngoy va vacil·lar a l'hora de tornar a Califòrnia per a gravar el film; s'havia distanciat força dels seus fills i amics d'antany. Amb tot, Gu va convèncer-lo de fer-ho i ell finalment va considerar el retorn «una experiència sanadora», i l'exmuller i els fills el van perdonar.

## Estrena
Malgrat que s'havia d'estrenar mundialment al concurs de llargmetratges documentaris del festival de cinema South by Southwest el març del 2020, al capdavall va sortir a la llum l'agost del mateix any en el marc del Sidewalk Film Festival.

## Recepció
La pel·lícula va obtenir una puntuació de 69/100 a Metacritic i crítiques generalment favorables. En una de positiva, Richard Whittaker a The Austin Chronicle va assegurar que «Gu fa un treball fantàstic compilant i construint la història de la vida de Ngoy a través d'entrevistes, arxius i imàtgens contemporànies» i va afegir que «les seqüències d'animació de Chapeau Studios i 1881 Animation són la cirereta del pastís.» Nick Allen de RogerEbert.com va atorgar-li tres de quatre estels, va qualificar The Donut King com «un documentari commovedor, encara que dispers» i va elogiar el film per «l'equilibri entre efectes visuals populars i una història detallada.» De parer mixt, Brad Wheeler de The Globe and Mail va afirmar que «val la pena de veure'l» fins i tot quan «hi ha forats en la història de dònuts.»

## Impacte
En referència a la sinofòbia i el sentiment antiasiàtic creixents per la pandèmia de COVID-19, Whittaker va dir que «el missatge concloent del film sobre com les comunitats d'immigrants defineixen Amèrica s'ha tornat encara més oportú.»

## Premis i nominacions
| Any  | Organització                               | Categoria                        | Resultat  | Referència |
| ---- | ------------------------------------------ | -------------------------------- | --------- | ---------- |
| 2020 | Asian American International Film Festival | Millor llargmetratge documentari | Guanyador | [ 11 ]     |
| 2020 | Bentonville Film Festival                  | Millor documentari               | Guanyador | [ 12 ]     |
| 2020 | Mystic Film Festival                       | Millor documentari               | Guanyador | [ 13 ]     |
| 2020 | Nashville Film Festival                    | Millor llargmetratge documentari | Nominat   | [ 14 ]     |
| 2020 | Philadelphia Asian American Film Festival  | Millor documentari               | Nominat   | [ 15 ]     |
| 2020 | San Diego Asian Film Festival              | Millor llargmetratge documentari | Guanyador | [ 13 ]     |
| 2020 | Sun Valley Film Festival                   | Millor documentari               | Guanyador | [ 16 ]     |
| 2020 | Sidewalk Film Festival                     | Millor llargmetratge documentari | Guanyador | [ 17 ]     |
| 2020 | Sidewalk Film Festival                     | Millor llargmetratge documentari | Nominat   | [ 4 ]      |
| 2020 | Urbanworld Film Festival                   | Millor documentari               | Guanyador | [ 18 ]     |